# Constante de especificidad

Esquema del modo de acción del modelo del encaje inducido.

La constante de especificidad ({\displaystyle k_{cat}/K_{M}}), algunas veces referida como eficiencia cinética y eficiencia o eficacia catalítica, es una medida de la eficiencia de una enzima, ya que la velocidad de la reacción se encuentra directamente relacionada con la frecuencia con la que se encuentran las moléculas de enzima y sustrato, y cuan eficientemente se unen en solución. 
La constante de especificidad es un  valor cinético de mucha utilidad ya que es capaz de identificar cuál es el mejor sustrato para una determinada enzima, o en otras palabras, la especificidad de una enzima por determinado sustrato.

## Consideraciones teóricas

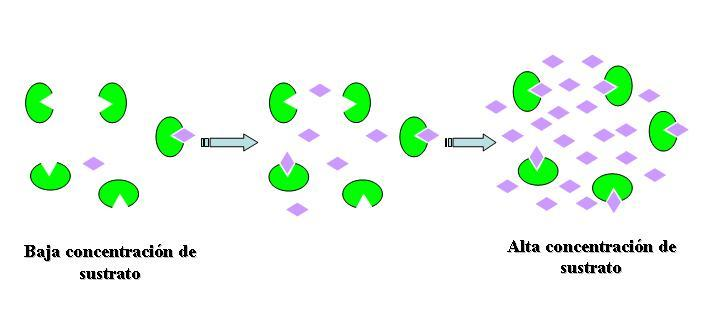
La velocidad de la reacción va aumentando a medida que aumenta la concentración de sustrato hasta que la enzima se satura.

La constante de disociación de Michaelis ({\displaystyle K_{M}}) refleja cuán bien interactúan enzima y sustrato; mientras que la constante catalítica ({\displaystyle k_{cat}}) refleja la máxima velocidad de formación de producto (es decir cuán rápido trabaja la enzima).
Como la velocidad máxima de formación de producto depende de que también se unan entre sí la enzima y su sustrato, el límite superior de esta reacción es la velocidad a la cual se unen la enzima y el sustrato ({\displaystyle k_{f}}). Una enzima cinéticamente perfecta puede fijar a su sustrato a una velocidad que es apenas menor a su velocidad de difusión. Por extensión, el límite superior de la constante catalítica es apenas un poco menor que la velocidad de difusión (~108M−1s−1). Un valor de {\displaystyle K_{M}} pequeño refleja una interacción más fuerte o mejor entre la enzima y su sustrato. Por lo tanto una constante de especificidad mayor, refleja una mayor eficiencia enzimática.

## Modelo cinético
Si se representa a la reacción entre una enzima E y a la de sustrato S, esta reacción comprende tres etapas: La de unión de la enzima con el sustrato ES; la de disociación del complejo enzima sustrato (reacción inversa) y la de formación del producto, con disociación de la enzima  E + P; la reacción completa puede representarse como:
La asunción para el estado estacionario en el modelo de Michaelis-Menten es que la formación del complejo [ES] iguala a la destrucción de [ES] ({\displaystyle k_{f}=k_{r}+k_{cat}}).
Se hace esta asunción para que sea más fácil escribir la constante de disociación: {\displaystyle {\frac {[E][S]}{[ES]}}={\frac {k_{r}+k_{cat}}{k_{f}}}=K_{M}}.
La velocidad máxima ({\displaystyle V_{max}}) de una enzima es el máximo número de veces en que la cantidad de producto formado supera a la concentración de enzima disponible ({\displaystyle V_{max}=k_{cat}[E_{T}]}).
La velocidad de reacción ({\displaystyle v}) es el máximo número de veces en que la enzima se encuentra saturada (es decir, que netamente está uniendo y convirtiendo sustrato).
La saturación fraccional es igual a:{\displaystyle {\frac {[S]}{K_{M}+[S]}}}. Por lo tanto {\displaystyle v=V_{max}{\frac {[S]}{K_{M}+[S]}}}.
A partir de esto se puede derivar que {\displaystyle v=k_{cat}[E_{T}]{\frac {[S]}{K_{M}+[S]}}}.
Esta última ecuación puede ser reescrita en una forma más útil: {\displaystyle {\frac {v}{[E_{T}]}}=k_{cat}{\frac {[S]}{K_{M}+[S]}}}
La cual es la ecuación de Michaelis-Menten.